# In Search of Truth
In Search of Truth – trzeci album studyjny szwedzkiego zespołu Evergrey. Jest to concept album opowiadający o porwaniach przez obcych.

## Lista utworów
1. „The Masterplan” – 4:46
2. „Rulers of the Mind” – 5:57
3. „Watching the Skies” – 6:16
4. „State of Paralysis” – 2:13
5. „The Encounter” – 4:38
6. „Mark of the Triangle” – 6:22
7. „Dark Waters” – 6:02
8. „Different Worlds” – 5:29
9. „Misled” – 5:59

## Twórcy
- Tom S. Englund – śpiew, gitara
- Henrik Danhage – gitara
- Michael Håkansson – gitara basowa
- Patrick Carlsson – instrumenty perkusyjne
- Sven Karlsson – instrumenty klawiszowe
- Carina Kjellberg – śpiew (żeński)
- Mercury Choir - chór

## Pozycje na listach
| Lista  | Kraj    | Pozycja |
| ------ | ------- | ------- |
| Top 60 | Szwecja | 59      |